# Yasukazu Fukada
Pour les articles homonymes, voir Fukada.
Yasukazu Fukada (深田 康算, Fukada Yasukazu) ou Fukada Kōsan, né le 19 octobre 1878 et décédé le 12 novembre 1928, est un philosophe japonais spécialiste d’esthétique.

## Biographie
Originaire du département de Yamagata, Fukada entre en 1899 à l’université impériale de Tokyo. Diplômé du Département de philosophie en 1902, il fait partie du noyau dur des étudiants du professeur russe d’origine allemande, Raphael von Koeber, autour duquel s’est structurée la philosophie japonaise moderne. De 1902 à 1907, il sert d’assistant à Koeber et loge chez ce dernier.

Son séjour en Allemagne et en France de 1907 à 1910 lui permet de consolider sa connaissance des cultures et des langues occidentales. Il lit l’allemand, le français, l’anglais, le grec et le latin. En 1911, il obtient la première chaire d’Esthétique et d’Histoire de l’art à l’Université impériale de Kyōto où Nishida Kitarō vient d’être recruté. 
Traducteur de Kant (la première traduction complète de la Critique de la faculté de juger de Kant a été entreprise par Fukada et terminée par Ōnishi Yoshinori en 1932) et lecteur attentif de Hegel, Fukada consacra aussi une part importante de son énergie à présenter des auteurs français, comme Maine de Biran, Hippolyte Taine, Anatole France ou Ferdinand Brunetière. Il exerça une grande influence sur Nakai Masakazu et Kiyoshi Miki, dont il fut le professeur.